# 佐藤真弓
佐藤 真弓（さとう まゆみ、1968年4月19日 - ）は日本の女優、東京都出身、血液型A型。劇団猫のホテル所属。
子役（男女）から正統派ヒロイン、陰のある主婦まで幅広い役柄をこなす。もともとは舞台女優だが、近年はテレビドラマやテレビCMでも活躍している。
池田鉄洋主宰のコントユニット「表現・さわやか」メンバー。

## 出演

### テレビドラマ
- 水曜ミステリー9 「事件記者 浦上伸介5」（2007年） - 中村安江 役
- 斉藤さん（2008年、日本テレビ） - 神崎友紀 役
- 警部補 矢部謙三（2010年、テレビ朝日） - 軒和洋子 役
- 古代少女隊ドグーンV（2010年、毎日放送）
- イロドリヒムラ（2012年、TBS） - マドカ 役
- あぽやん〜走る国際空港（2013年、TBS） - チダユキホ 役
- 99.9-刑事専門弁護士- 最終話（2016年6月19日、TBS） - サイトウユキ 役
- IQ246〜華麗なる事件簿〜（2016年、TBS） - お手伝い・淀 役
- 豆腐プロレス（2017年、テレビ朝日） - 時宗正子 役
- PTAグランパ!（2017年、NHK BSプレミアム） - 根本由美子 役
- 大河ドラマ いだてん〜東京オリムピック噺〜（2019年、NHK） - 黒坂ちょう 役
- Heaven? 〜ご苦楽レストラン〜（2019年、TBS） - 南美幸 役
- ミス・ジコチョー〜天才・天ノ教授の調査ファイル〜（2019年、NHK総合） - 野沢久子 役
- マラソン グランド チャンピオンシップ～東京五輪代表を懸けた運命の決戦へ！～（2019年、TBS）
- 夫のちんぽが入らない（2019年、Netflix・FOD）
- 就活生日記（2020年、NHK総合） - 一ノ瀬良子 役
- ひまわりっ! 〜宮崎レジェンド〜（2020年6月1日 - 6月12日、テレビ宮崎） - 猿渡副主任 役
  - ひまわりっ 〜宮崎レジェンド2〜（2022年5月16日 - 5月27日）
- アンサング・シンデレラ 病院薬剤師の処方箋（2020年、フジテレビ） - 岩澤朱里 役
- 24 JAPAN（2020年、テレビ朝日） - 香山理絵 役
- 特捜9（テレビ朝日）
  - season4 第8話（2021年5月26日） - 田嶋祥子 役
  - season7 第1話（2024年4月3日） - 土森 役[1]
- 連続テレビ小説 おかえりモネ（2021年、NHK） - 山崎有香 役
- 武士が、マックで店員になった件。（2022年5月18日 - 6月1日、関西テレビ） - 前田寿恵 役[2]
- 17才の帝国 第3話（2022年5月21日、NHK総合）
- 生理のおじさんとその娘（2023年3月24日、NHK総合） - 藤岡 役
- アンメット ある脳外科医の日記 第5話・第7話・第8話（2024年5月13日・27日・6月3日、関西テレビ・フジテレビ） - 綾野洋子 役[3]
- 民王R 第5話（2024年11月19日、テレビ朝日） - 神宮寺香 役
- 東京サラダボウル 第5話（2025年2月4日、NHK総合・NHK BSP4K） - 江藤三和子 役
- こんばんは、朝山家です。 第3話（2025年7月27日、朝日放送テレビ・テレビ朝日） - 佐々木オーナー 役[4]

### 配信ドラマ
- 『I am…』23歳たち「マスタッシュガール」（2024年1月26日配信、FOD / 2月26日〈予定〉、フジテレビ）[5][6][7]

### 映画
- クライマーズ・ハイ（2008年　東映　ギャガコミュニケーションズ）
- 裁判長!ここは懲役4年でどうすか（2010年、ゼアリズエンタープライズ） - 水谷裁判官 役
- アオハライド（2014年12月13日 - 東宝）
- 森山中教習所（2016年7月9日）
- 燃えよ！失敗女子（2019年6月15日、ユナイテッドエンタテインメント）[8]
- 私はいったい、何と闘っているのか（2021年12月17日、日活・東京テアトル）[9]

### 舞台
- ザワーストオブ表現・さわやか / 表現・さわやか（2009年）
- ザベストオブ表現・さわやか / 表現・さわやか（2009年）
- おくりびと（2010年、赤坂ACTシアター）
- アラン！ドロン！ / 表現・さわやか（2010年）
- イメチェン～服従するは我にあり / 劇団 猫のホテル（2010年）
- 15♥0 ～フィフティーン・ラブ～ / 表現・さわやか（2011年）
- 大きなものを破壊命令 / ニッポンの河川（2011年）
- わたしのアイドル / 劇団 猫のホテル（2012年）
- ロイヤルをストレートでフラッシュ！！ / 表現・さわやか（2012年）
- 雪と雲のつなわたり（2012年）
- 峠越えのチャンピオン / 劇団 猫のホテル（2012年）
- 見渡すかぎりの卑怯者（2012年、赤坂RED/TEATER）
- ママと僕たち（2013年、AiiA 2.5 Theater Tokyo）
- ストレンジ ストーリーズ / 表現・さわやか（2013年）
- アバエスク / 劇団 猫のホテル（2014年）
- 大きなものを破壊命令 / ニッポンの河川（2014年、東京芸術劇場 シアターイースト）
- てんぷくトリオのコント / こまつ座（2014年）
- 愛さずにはいられない/ 劇団 猫のホテル（2014年）
- Greatest Hits Of HYOGEN SAWAYAKA / 表現・さわやか（2014年）
- 私のホストちゃん～血闘！福岡中洲編～（2014年、日本青年館・大ホール）
- もっかい！いち！ママと僕たち（2015年、AiiA 2.5 Theater Tokyo）
- GO WEST（2015年、天王洲 銀河劇場）
- Tan Pen Chu / 表現・さわやか(2015年、赤坂RED/THEATER)
- 夜の入り口～ポポイ（2015年）
- 高学歴娼婦と一行のボードレール / 劇団 猫のホテル（2015年）
- 苦労人 / 劇団 猫のホテル（2016年、）
- 夜にて（2016年、CBGKシブゲキ!!）
- 堀内健演劇講演会 未来のファンタジー（2017年、本田劇場）
- 人間風車（2018年、藝術工場）
- 宝島（2018年、東京芸術劇場 シアターウエスト）
- 秘境温泉名優ストリップ / 劇団 猫のホテル（2018年）
- ロックの女（2018年、赤坂RED/THEATER）
- 『クラッシャー女中』（2019年3月22日 - 4月14日、本多劇場・17日、日本特殊陶業市民会館ビレッジホール・19日 - 21日、梅田芸術劇場シアター・ドラマシティ・23日、島根県民会館大ホール・25日、JMSアステールプラザ大ホール）
- 『常陸坊海尊』(2019-2020年、KAAT神奈川芸術劇場ほか）
- ミュージカル『衛生』〜リズム＆バキューム〜（2021年7月9日 - 25日、TBS赤坂ACTシアター／7月30日 - 8月1日、オリックス劇場／8月9日 - 11日、久留米シティプラザ）
- ほろびて『センの夢見る』（2024年2月2日 - 8日、東京芸術劇場 シアターイースト）[10]
- 片づけたい女たち（2024年10月18日 - 24日、新宿シアタートップス）[11]
- きたやじ オン・ザ・ロード〜いざ、出立!!篇〜（2025年3月1日 - 16日、日本青年館ホール / 3月21日 - 23日、SkyシアターMBS）[12]
- 宝石のエメラルド座『ライバルは自分自身ANNEX』（2025年8月22日 - 31日〈予定〉、下北沢ザ・スズナリ）[13]

### CM
- クラシエ「ヨーロピアンシュガーコーン」